# Belles-Forêts
Belles-Forêts es una comuna y población de Francia, en la región de Lorena, departamento de Mosela, en el distrito de Sarrebourg y cantón de Fénétrange.
Su población en el censo de 1999 era de 238 habitantes. La comuna incluye la comune associée de Angviller-lès-Bisping, con 60 habitantes.
Está integrada en la Communauté de communes du Pays de Fénétrange.

## Demografía
| 286 | 280 | 231 | 227 | 242 | 238 |
| Para los censos de 1962 a 1999 la población legal corresponde a la población sin duplicidades (Fuente: INSEE [Consultar]) |     |     |     |     |     |